# Auvers-sous-Montfaucon
Auvers-sous-Montfaucon település Franciaországban, Sarthe megyében. Lakosainak száma 229 fő (2022. január 1.). Auvers-sous-Montfaucon Longnes, Tassillé, Amné, Brains-sur-Gée, Chassillé, Crannes-en-Champagne és Loué községekkel határos.

## Népesség
A település népességének változása:
| Lakosok száma | 248  | 247  | 244  | 242  | 237  | 233  | 228  | 229  |
|               | 2013 | 2015 | 2017 | 2018 | 2019 | 2020 | 2021 | 2022 |